# Охорона гірничих виробок
Охорона гірничих виробок — комплекс технічних заходів з метою збереження виробок в експлуатаційному стані протягом строку їх служби. Покликаний підвищити стійкість виробок шляхом більш повного використання міцності й несучої спроможності вмісних порід, зменшення концентрації напружень в масиві й шкідливих проявів гірничого тиску.
Розрізняють безціликову охорону гірничих виробок (найбільш прогресивний і перспективний спосіб) і О.г.в. на основі природних (вугільних, сланцевих) охоронних ціликів, що залишаються вздовж виробок, а також штучних огорож — бутових смуг, дерев'яних кострів (клітей) або органного кріплення та ін.
- Серед найбільш поширених способів виділяють О.г.в. на основі природних охоронних ціликів, що залишаються вздовж виробок. Застосування охоронних (запобіжних) ціликів пов'язане зі збільшенням втрат вугілля, оскільки при глибинах розро-бки до 600 м — ширина ціликів становить 30 — 70 м, а на глибинах до 1000 м — сягає 120 м. Крім того, збільшується обсяг прове-дення виробок (за рахунок подовження збійок, печей, просік), ускладнюється вентиляція, знижується безпека робіт.

- Серед способів безціликової О.г.в. виділяють спорудження дерев'яних кострів (клітей) та (або) органного кріплення, охо-рону залізобетонними блоками (тумбами), зведення бутових смуг або смуг із швидкотвердіючих матеріалів, закладку виро-бленого простору, раціональне розташування виробок в міцних породах або під виробленим простором вище залеглих вугі-льних пластів, а також додаткові заходи по розвантаженню й зміцненню масиву гірських порід. Заходи О.г.в. повинні бути пов'язані з конструкцією й параметрами гірничого кріплення. Завдання безремонтної підтримки виробок вирішується використанням кріплення з податливістю 600—1000 мм з спільними додатковими заходами по розвантаженню масиву свердловинами, пробуреними по пласту в стінках виробки.